# گردوی سیاه

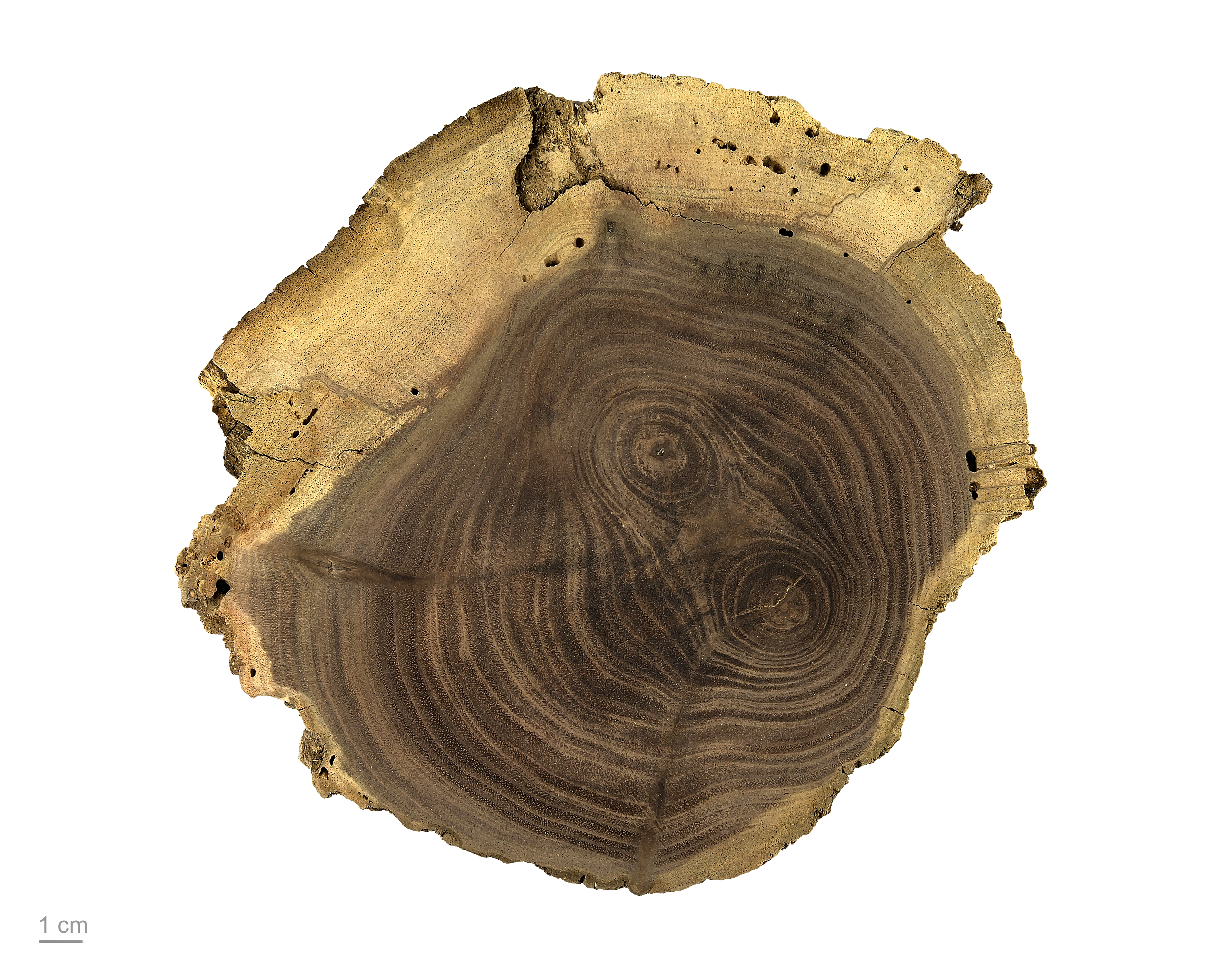
Juglans nigra

گردوی سیاه (نام علمی: Juglans nigra) نام یک گونه از سرده گردو است.